# آمار پارامتری
آمار پارامتری به مجموعه روش‌های آماری‌ای گفته می‌شود که مدلی پارامتری برای پدیدهٔ احتمالی مورد مطالعه فرض می‌شود و همهٔ استنتاج‌های آماری از آن پس بر اساس آن مدل انجام می‌شود.
به عنوان مثال فرض می‌شود که توزیع نمره‌های یک امتحان از توزیع نرمال پیروی می‌کند. در نتیجه برای مشخص‌شدن توزیع احتمال، کافی است میانگین و واریانس توزیع را از روی داده‌های تجربی (نمره‌های دانش‌آموزان) به دست بیاوریم. حال برای پاسخ‌گفتن به سؤال‌هایی چون «درصد دانش‌آموزانی که نمره‌ای بین ۱۰ تا ۱۵ آورده‌اند» از تابع توزیع به دست آمده استفاده می‌کنیم (البته بدیهی است که روش‌های ساده‌تری نیز برای چنین کاری وجود دارد).
نقطهٔ ضعف این شیوهٔ تحلیل آماری این است که در صورتی که مدل فرض‌شده با واقعیت تطبیق نداشته باشد، نتیجه‌گیری‌ها صحیح نخواهد بود.

## پیش‌فرض‌های آمار پارامتریک
برای انجام تجزیه و تحلیل‌های آمار پارامتریک نیاز به یک سری از پیش فرض‌ها می‌باشد؛ که عبارتند از:
- مقیاس داده‌ها از نوع فاصله‌ای یا نسبی
- توزیع نرمال داده‌ها
- همگنی واریانس‌ها

چنانچه این فرض‌ها برقرار باشد از آمار پارامتریک استفاده می‌کنیم در غیر اینصورت بایستی از آمار ناپارامتریک استفاده نمود.